# Гренландия (фильм)
«Гренландия» (англ. Greenland) — американский фильм-катастрофа 2020 года режиссёра Рика Романа Во по сценарию Криса Спарлинга, повествующий о поисках спасения семьи главного героя в преддверии падения на Землю гигантского обломка кометы.

## Сюжет
Джон Гэррити, успешный инженер-проектировщик из Атланты, штат Джорджия, имеющий, тем не менее, проблемы в семье, возвращается домой после смены, но его жена Эллисон отправляет того в супермаркет, так как к ним вскоре придут гости смотреть трансляцию падения одного из обломков кометы Кларка (названная в честь первооткрывателя) в районе Бермудских островов. Взяв с собой сына-диабетика Нэйтана, они едут в магазин, где видят десятки военно-транспортных самолётов, улетающих группами в одном направлении, а чуть позже Джон получает сообщение через систему экстренного оповещения, информирующее его о том, что он отобран для немедленной эвакуации вместе с семьёй. То же сообщение дублируется на телевизор в его доме, но Эллисон не слышит его.
Вернувшись домой из магазина они смотрят вместе с соседями трансляцию, но обещанного столкновения не случилось, а через несколько секунд дом сотрясает сейсмическая волна. Вышедшего на улицу Джона сбивает сильная ударная волна, которая выбивает стёкла во всех окрестных домах.
Почти сразу в новостях сообщают, что фрагмент кометы размером с футбольный стадион упал на расположенную в семистах километрах от Атланты Тампу, штат Флорида. Почти сразу на телефон и телевизор Джона приходит очередное экстренное сообщение, в котором сказано, что нужно прибыть вечером на авиабазу Робинс неподалёку от города Уорнер-Робинс, штат Джорджия, имея при себе только 1 чемодан на каждого. Одновременно они получают на свои телефоны QR-коды для прохода на территорию авиабазы.
Выезжая из дома, Эллисон с ужасом понимает, что со всей улицы сообщение получила только их семья. Тут же к машине подбегает сосед и сообщает, что через 2 дня крупнейший обломок уничтожит планету, и желает им удачи. Сразу же им наперерез бросается другая соседка, которая умоляет взять её дочь (ровесницу Нейтана) с собой, но Джон принимает единственное верное решение — бросить их на произвол судьбы.
Прорвавшись уже через периметр охраны базы, они получают идентификационные браслеты (пропуск на самолёт) и узнают, что требование «1 единица багажа на человека» устарела, и их заставляют переложить все вещи в 1 чемодан. Тогда же выясняется, что Нейтан потерял сумку с инсулином. Джон покидает авиабазу, направляясь к своей машине, а тем временем Эллисон и Нейтана задерживают военные, так как у сына диабет, а людей с хроническими заболеваниями не сажают на самолёт ни при каких обстоятельствах и их выдворяют за периметр авиабазы в тот момент, когда Джон уже сел в самолёт. В самолёте он убеждает военных открыть грузовой люк и сойти с самолёта, как вдруг люди, толпящиеся возле КПП, прорывают заслоны и проникают на территорию базы. У некоторых оказывается оружие. Один из них ранит солдата, заправлявшего самолёт, и топливо разливается. Джон кричит людям, чтобы они бежали от самолётов, и едва успевает сам выжить, когда три самолёта, полные людей, взрываются. Один из военных, запомнивших Джона, сообщает ему, что его семьи не было на борту и о причине, по которой их там не было.
Добравшись до своей машины, он находит там записку от жены, в которой сообщается, что они едут к его тестю в Лексингтон, штат Кентукки. Попытки связаться с семьёй проваливаются — сотовые сети перегружены. Только однажды ему это удаётся, но связь очень быстро прерывается.
Эллисон с Нейтаном идут в сторону супермаркета, где их едва не убивают мародёры. Прибившись к супружеской паре, они намереваются добраться до Кентукки, но в какой-то момент усыпляют их внимание и выбрасывают женщину из машины, сорвав её браслет и похитив Нейтана, намереваясь воспользоваться чужими документами.
Джон тем временем прибивается к группе людей, направляющихся в Канаду и соглашающихся подбросить его до Кентукки. Там он беседует с одним парнем, который спрашивает, кто он по профессии, и узнаёт, что мать парня — медик, которую отобрали для перевозки, а также узнаёт, что пилоты и радиолюбители проследили переговоры военных бортов до Гренландии, а сами они едут в канадский город Осгуд, провинция Онтарио и предлагает Джону присоединиться к ним, естественно сначала найдя свою семью. Но вскоре один из пассажиров требует отдать ему браслет и документы, так как он эмигрант, а значит, не заслужил его. Начинается драка, по итогам которой люди вылетают из машины после столкновения, а Джон оказывается вынужден убить человека.
Попутно похитители Нейтана пытаются проникнуть на другую авиабазу, но после того, как Нейтан кричит военному, что эти люди — не его родители, военная полиция арестовывает их, а военный, проверив браслет Нейтана, отводит его в полевой лагерь FEMA. Вскоре туда прибывает и Эллисон, которой помогает в поисках сына один из врачей. Вместе они проверяют палатки, где размещают детей, и в итоге, мать с сыном воссоединяются. Эллисон сообщает врачу, что мальчик болен сахарным диабетом 1 типа и тому нужен инсулин. Но врач сообщает, что уже знают об этом от мальчика, и после осмотра, полностью заправили инсулиновую помпу и дали с собой запасные картриджи и необходимые лекарства. Позже их сажают на военный автобус, следующий через Лексингтон.
Наутро Джон вламывается в какой-то брошенный дом, где видит новостные репортажи с пометкой «не для слабонервных» (а также известно, что Токио и Сиэтл тоже пострадали от ударов осколка кометы). Там же он находит ключи от авто и оставляет записку, в которой извиняется и обещает вернуть машину, если выживет. На ней он добирается до Лексингтона и получает СМС-сообщение, отправленное неизвестно сколько времени назад. Дэйл, отец Эллисон, сначала отчитывает Джона, а потом, получив звонок от Эллисон, забирают её с сыном от придорожного магазина. В относительной безопасности супруги видят новостной репортаж, в котором сообщают, что основной обломок кометы Кларка упадёт северо-западнее Британских островов и уничтожит всё живое, а также показывают кадры из бункера времён Холодной войны возле авиабазы Туле в Гренландии. Джон предлагает Эллисон действовать наверняка и добраться до Осгуда, а оттуда — до Гренландии.
Джон, напару с Эллисон предлагают Дэйлу ехать с ними, но тот отказывается, так как слишком старый, и не хочет уезжать из дома, уже примирившись с фактом скорой смерти. Внезапно в нескольких километрах от них падает небольшой метеорит, ускорив отъезд. Дэйл отдаёт свой пикап и охотничье ружьё.
По пути в Канаду они попадают в пробку, вызванную тем, что поезд сошёл с рельсов и перегородил трассу. Почти сразу по радио передают экстренное сообщение о «граде раскалённых кометных обломков» там же, где они и находятся. Чудом укрывшись от угрозы, но не пострадав при этом, они едва успевают добраться до Осгуда и перехватить последний самолёт, который уже разворачивался для разбега и вылета. Слушая чуть ранее обращение директора НАСА, они узнают, что крупнейший осколок, диаметром 15 километров, уничтожит 75 процентов всей флоры и фауны Земли мощнейшими цунами и ураганами раскалённого воздуха.
Пилот, будучи взбешённым тем фактом, что к нему подсели ещё люди, вызвав перегрузку, однако, соглашается взять их на борт без вещей. Подлетев к побережью Гренландии, они видят, как в остров врезается крупный метеорит, породивший ударную волну, которая чуть не уничтожает самолёт в воздухе, но выводит двигатели из строя. Пилоты пытаются планировать и одновременно запустить двигатели. Второму пилоту удаётся запустить правый двигатель, но его тяги не хватает, и самолёт жёстко садится в нескольких километрах от Туле. Выживают все, кроме пилотов. Военные с авиабазы спасают уже не «избранных», а просто всех, успевая увидеть, как крупнейший обломок кометы Кларка входит в атмосферу Земли. Военные через метеоспутник наблюдают за движением ударной волны от упавшего обломка (а упал в 8:45/9:00 утра по Европейскому времени), и видят волну цунами, по высоте превышающую 300 метров. Джон разговаривает со своей семьёй, за несколько секунд до того, как их накроет ударная волна, увидев, как его жизнь проносится перед глазами…
Спустя 9 месяцев пепел ещё не до конца рассеялся, но уже понятно, что мир уничтожен полностью: города лежат в руинах, вызванных как гигантскими цунами и мощнейшими ураганами, так и разломами в земной коре, не считая упавших метеоритов. Бункер Гренландии открывает ворота, и люди, включая выживших Джона, Эллисон и Нейтана, видят птиц. Также через сильные помехи люди из бункера пытаются установить радиосвязь с выжившими людьми, и это удаётся. Удаётся установить связь с выжившими из Хельсинки и Сиднея (один из сильно поврежденных городов наряду с Мехико, Парижем и Чикаго).
В заключительных кадрах показывается Земля, поверхность которой изуродована тысячами метеоритных кратеров различного диаметра, а очертания материков изменились до неузнаваемости. Огромный кратер от падения крупнейшего обломка стёр с лица земли Британские острова, Калифорнии больше нет, как и большей части Флориды, Мексика практически отделилась от Северной Америки. Одновременно с кадрами слышны переговоры выживших из Москвы, Фэрбанкса, Буэнос-Айреса и даже Бейрута.

## В ролях
- Джерард Батлер — Джон Гэррити
- Морена Баккарин — Эллисон Гэррити
- Роджер Дэйл Флойд — Нэйтан, сын Эллисон и Джона
- Скотт Гленн — Дейл, отец Эллисон
- Дэвид Денман — Ральф Венто
- Хоуп Дэвис — Джуди Венто
- Эндрю Бэчелор — Колин
- Меррин Данги — майор Брин
- Гари Викс — Эд Прюитт
- Трейси Боннер — Пегги Прюитт
- Клер Бронсон — Дебра Джонс
- Мэдисон Джонсон — Элли Джонс
- Холт Маккэллани — пилот

## Производство
В феврале 2019 года стало известно, что режиссёром фильма станет Рик Роман Во, а главную роль сыграет Джерард Батлер.
Съёмки фильма начались в июне 2019 года и закончились 16 августа в Атланте.

## Релиз
Изначально выход фильма был запланирован на 12 июня 2020 года, но впоследствии из-за пандемии COVID-19 был перенесён сначала на 31 июля, а затем на 14 августа 2020 года.

## Критика
На Rotten Tomatoes фильм имеет рейтинг одобрения 78 % на основе 161 рецензии со средней оценкой 6,3/10. Критический консенсус сайта гласит: «Берегитесь, кометы „Гренландии“: Джерард Батлер здесь, чтобы защитить Землю и подарить зрителям невероятно увлекательное время». Агрегатор рецензий Metacritic, который использует средне взвешенное значение, присвоил фильму 64 балла из 100, основываясь на 25 рецензиях, что означает «в целом благоприятные отзывы».

## Продолжение
В июне 2021 года стало известно, что сиквел получил название «Гренландия: Миграция», в следующем месяце компания STX приобрела права на кинопрокат фильма по всему миру на Каннском кинорынке 2021 года за 75 миллионов долларов и согласилась выделить на сиквел бюджет в 65 миллионов долларов. Фильм был поставлен под защиту от банкротства, актёрский состав первого фильма вернулся, и хотя Морена Баккарин сначала не хотела играть в сиквеле, в конце концов она согласилась сыграть в фильме.
Съёмки начались 29 апреля 2024 года в Великобритании и Исландии. Премьера сиквела запланирована на 9 января 2026 года.